# TFEC
TFEC (англ. Transcription factor EC) – білок, який кодується однойменним геном, розташованим у людей на короткому плечі 7-ї хромосоми. Довжина поліпептидного ланцюга білка становить 347 амінокислот, а молекулярна маса — 38 788.
| 10         |  | 20         |  | 30         |  | 40         |  | 50         |
| ---------- |  | ---------- |  | ---------- |  | ---------- |  | ---------- |
| MTLDHQIINP |  | TLKWSQPAVP |  | SGGPLVQHAH |  | TTLDSDAGLT |  | ENPLTKLLAI |
| GKEDDNAQWH |  | MEDVIEDIIG |  | MESSFKEEGA |  | DSPLLMQRTL |  | SGSILDVYSG |
| EQGISPINMG |  | LTSASCPSSL |  | PMKREITETD |  | TRALAKERQK |  | KDNHNLIERR |
| RRYNINYRIK |  | ELGTLIPKSN |  | DPDMRWNKGT |  | ILKASVEYIK |  | WLQKEQQRAR |
| ELEHRQKKLE |  | QANRRLLLRI |  | QELEIQARTH |  | GLPTLASLGT |  | VDLGAHVTKQ |
| QSHPEQNSVD |  | YCQQLTVSQG |  | PSPELCDQAI |  | AFSDPLSYFT |  | DLSFSAALKE |
| EQRLDGMLLD |  | DTISPFGTDP |  | LLSATSPAVS |  | KESSRRSSFS |  | SDDGDEL    |

A: Аланін

C: Цистеїн

D: Аспарагінова кислота

E: Глутамінова кислота

F: Фенілаланін

G: Гліцин

H: Гістидин

I: Ізолейцин

K: Лізин

L: Лейцин

M: Метіонін

N: Аспарагін

P: Пролін

Q: Глутамін

R: Аргінін

S: Серин

T: Треонін

V: Валін

W: Триптофан

Кодований геном білок за функціями належить до репресорів, активаторів. 
Задіяний у таких біологічних процесах, як транскрипція, регуляція транскрипції, альтернативний сплайсинг. 
Білок має сайт для зв'язування з ДНК. 
Локалізований у ядрі.